# Diastole matafaoi
Diastole matafaoi е изчезнал вид сухоземно коремоного от семейство Helicarionidae.

## Разпространение
Видът е бил ендемичен за Американска Самоа.